# Prostoma steenstrupii
Prostoma steenstrupii är en djurart som tillhör fylumet slemmaskar, och som beskrevs av Hallez 1879. Prostoma steenstrupii ingår i släktet Prostoma, fylumet slemmaskar och riket djur. Inga underarter finns listade i Catalogue of Life.